# 中村四郎兵衛

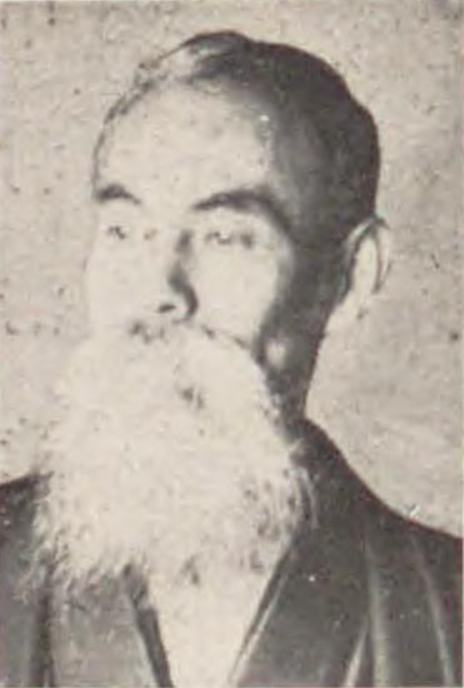
中村四郎兵衛

中村 四郎兵衛（なかむら しろうべえ、1866年6月11日（慶応2年4月28日） - 1930年（昭和5年）5月15日）は、明治から昭和時代初期の政治家。衆議院議員（1期）。

## 経歴
遠江国豊田郡、のちの静岡県豊田郡井通村（磐田郡井通村、豊田村、豊田町を経て現磐田市）に生まれる。浜松町会議員、同評議員、浜松市会議員、同参事会員、静岡県会議員、同議長を歴任したほか、浜松商業会議所議員、浜松瓦斯常務取締役、静岡県消防組連合会常議員を務めた。
1924年（大正13年）5月の第15回衆議院議員総選挙では静岡県第2区から政友本党所属で出馬し当選。衆議院議員を1期務めた。